# Pantelhó
Pantelhó är en ort i Mexiko.   Den ligger i kommunen Pantelhó och delstaten Chiapas, i den sydöstra delen av landet, 800 km öster om huvudstaden Mexico City. Pantelhó ligger 1 203 meter över havet och antalet invånare är 6 124.
Terrängen runt Pantelhó är kuperad åt nordväst, men åt sydost är den bergig. Runt Pantelhó är det ganska tätbefolkat, med 111 invånare per kvadratkilometer. I omgivningarna runt Pantelhó växer i huvudsak städsegrön lövskog.